# Mandrorona
Mandrorona est un mot malgache du vocabulaire merina, désignant une situation de mésalliance, c'est-à-dire un mariage de deux personnes n'appartenant pas à un même groupe social.
Traditionnellement, le terme "mandrorona" faisait surtout référence à une femme appartenant à la haute noblesse (zazamarolahy ou andriamasinavalona) qui épousait soit un noble en dehors de son groupe (autre que zazamarolahy ou andriamasinavalona), soit un hova, un mainty ou un andevo. Au XXIe siècle, le terme s'est écarté de son sens historique et désigne de manière générale la mésalliance entre des merina et d'autres communautés (andriana, hova, mainty ou andevo), que la partie "supérieure" soit l'homme ou la femme. Sur les côtes, "mandrorona" désigne toujours une mésalliance entre un groupe "supérieur" et un groupe "inférieur" - andriana et andevo. Les mariages entre andriana et hova sont de plus en plus admis.
Une femme accusée de "mandrorona" était mise à mort ou vendue comme esclave, alors que les femmes des autres groupes (basse noblesse, hova, ou mainty) suivaient la condition de leur mari. Les hommes de la haute noblesse, quant à eux, échappaient au "mandrorona". En effet, le mariage d'un noble de haut rang avec une femme d'un autre groupe était considéré comme une alliance entre le clan noble et ce groupe.
Ne dit-on pas que sur les 12 femmes d'Andriamasinavalona, 4 étaient nobles pures, 4 hova et 4 andevo. Toutefois de ses 12 femmes sont issus les zazamarolahy et les andriamasinavalona. Et il existe bien d'autres exemples similaires concernant le mariage des andriamasinavalona dans les provinces de l'Imerina enintoko.
On disait souvent que les femmes de la haute noblesse étaient la source des rois car elles avaient l'obligation stricte d'épouser des hommes de même rang. Par exemple, d'après le nom de la mère d'Andrianampoinimerina, on savait que le père de ce dernier ne pouvait être qu'un noble de même rang.
La société merina historique, fortement hierarchisée, était fondée sur des inégalités : entre homme et femme dans un groupe donné et entre groupes (andriana, hova, mainty, andevo). Cependant, il y avait une certaine souplesse dans la conduite des affaires sociales - le "marimaritra iraisana". Les conditions sociales étaient codifiées, hierarchiées mais évolutives et aménageables (exemple : anoblissement possible etc ...).